# 알제리의 코로나19 범유행
다음은 알제리의 코로나19 범유행 현황에 대한 설명이다.

## 배경
세계보건기구(WHO)는 12일 2019년 12월 31일 처음 WHO의 주목을 받았던 중화인민공화국 후베이성 우한시의 한 집단에서 신종 코로나바이러스가 호흡기 질환의 원인임을 확인했다. 이 군단은 처음에 우한화난수산물도매시장과 연결되어 있었다. 그러나 실험실 확정 결과가 나온 그 첫 사례들 중 일부는 시장과 연관성이 없었고, 전염병의 근원은 알려져 있지 않다.
2003년 사스와 달리 COVID-19의 경우 치명률은 훨씬 낮았지만, 총 사망자 수가 상당할 정도로 감염 경로는 훨씬 더 컸다. COVID-19는 전형적으로 약 7일 정도의 독감과 유사한 증상을 보이며, 그 후 일부 사람들은 병원에 입원해야 하는 바이러스성 폐렴의 증상으로 발전한다. 3월 19일부터 COVID-19는 더 이상 "높은 결과 감염병"으로 분류되지 않았다.2021년 7월 19일 알제리 총리인 아이멘 벤압데라만이 코로나 확진이 되어서 더욱더 코로나 상황이 심각해지고 있다.

## 연혁
2월 25일 알제리 실험실은 2월 17일 입국한 이탈리아 남성인 SARS-CoV-2의 첫 사례를 확인했으며, 2월 28일 알제리는 그가 격리 대상이었던 하시 메사우드 공항에서 출발한 특별 항공편을 통해 그를 이탈리아로 다시 추방했다.
알제리는 지난 3월 2일 SARS-CoV-2의 두 가지 새로운 사례를 확인했다고 보건부가 밝혔다.
알제리는 3일 오후 SARS-CoV-2의 새로운 두 사례를 보도해 전체 확진 건수를 5건으로 늘렸다고 보건부의 성명을 인용해 보도했다. 성명은 또 "두 사건은 같은 가족인 아버지와 딸로 프랑스에 거주하고 있었다"면서 "이들과 접촉한 사람들의 신원을 확인하기 위한 조사가 진행 중"이라고 덧붙였다. 보건부는 3일 저녁 알제리에서 모두 같은 가족 출신인 SARS-CoV-2 3건이 새로 등록돼 총 8건이 발생했다고 밝혔다. 보건부는 3월 4일 같은 가족에게서 SARS-CoV-2 확진 판정이 난 환자 4명을 새로 기록해 총 12명으로 집계했다.
3월 12일 저녁, 알제리는 아인 스마라에서 새로운 사건을 보고했고, 알제리에서는 코로나바이러스가 퍼지면서 학교가 잠겼다.
20번째 사건인 3월 7일, 스페인에 머물렀던 알제리인이 발표되었다.

## 같이 보기
- 아프리카의 코로나19 범유행
- 나라별 코로나19 범유행